# Nada Kolundžija
Nada Kolundžija (en serbe cyrillique : Нада Колунџија ; née le 30 juin 1952 à Subotica) est une femme politique serbe. Elle est membre du conseil politique et du comité central Parti démocratique (DS) et députée à l'Assemblée nationale de la république de Serbie,.

## Carrière
Nada Kolundžija naît le 30 juin 1952 à Subotica. Elle suit les cours du département des relations internationales de la faculté de sciences politiques de l'université de Belgrade, dont elle sort diplômée.
Sur le plan politique, elle participe aux manifestations étudiantes de 1996, avec « le sentiment que les femmes doivent participer à la vie politique ». Elle est proche de Nebojša Čović qui est alors membre du Parti socialiste de Serbie (SPS) et qui, en 1997, fonde l'Alternative démocratique (DA). Elle devient très vite vice-présidente du DA, qui se joint à l'Opposition démocratique de Serbie (DOS) au moment des luttes contre le régime de Slobodan Milošević en 2000. À la suite de désaccords avec Čović, elle renonce pour un temps à la politique puis elle rejoint le Centre démocratique (en serbe : Demokratski centar) de Dragoljub Mićunović qui, en 2004, se fond dans le Parti démocratique (DS).
Aux élections législatives du 21 janvier 2007, elle figure sur la liste du DS qui obtient 22,71 % des voix et 64 sièges à l'Assemblée nationale de la république de Serbie. Nada Kolundžija est élue députée et est élue présidente du groupe parlementaire du DS.
Aux élections législatives anticipées du 11 mai 2008, Nada Kolundžija figure sur la liste de la coalition Pour une Serbie européenne, soutenue par le président Boris Tadić ; la liste recueille 38,40 % des suffrages, ce qui lui vaut d'obtenir 102 sièges à l'Assemblée nationale de la république de Serbie. Nada Kolundžija obtient un nouveau mandat parlementaire. À l'Assemblée elle est désignée comme présidente du groupe parlementaire de la coalition Pour une Serbie européenne ; elle est également membre de la délégation serbe à l'Union interparlementaire et membre des groupes d'amitié avec la Russie et les États-Unis.
Lors des élections législatives du 6 mai 2012, elle figure sur la liste de la coalition Un choix pour une vie meilleure, soutenue par Tadić, le président sortant. La coalition recueille 863 294 voix, soit 22,06 % des suffrages, ce qui lui vaut 67 sièges à l'Assemblée ; Nada Kolundžija est reconduite dans son mandat,.
À l'Assemblée, elle participe à la Commission des affaires étrangères et, en tant que suppléante, participe aux travaux de la Commission de la culture et de l'information. Elle est toujours membre de la délégation serbe à l'Union interparlementaire. Depuis janvier 2013, elle est membre du « groupe politique vert » (Zelena poslanička grupa), un groupe informel qui réunit des députés issus de divers partis, tous préoccupés par les questions de l'environnement.

## Vie privée
Nada Kolundžija vit à Belgrade et est mère d'un enfant. Elle parle anglais, russe et hongrois.